# 그렉 베어

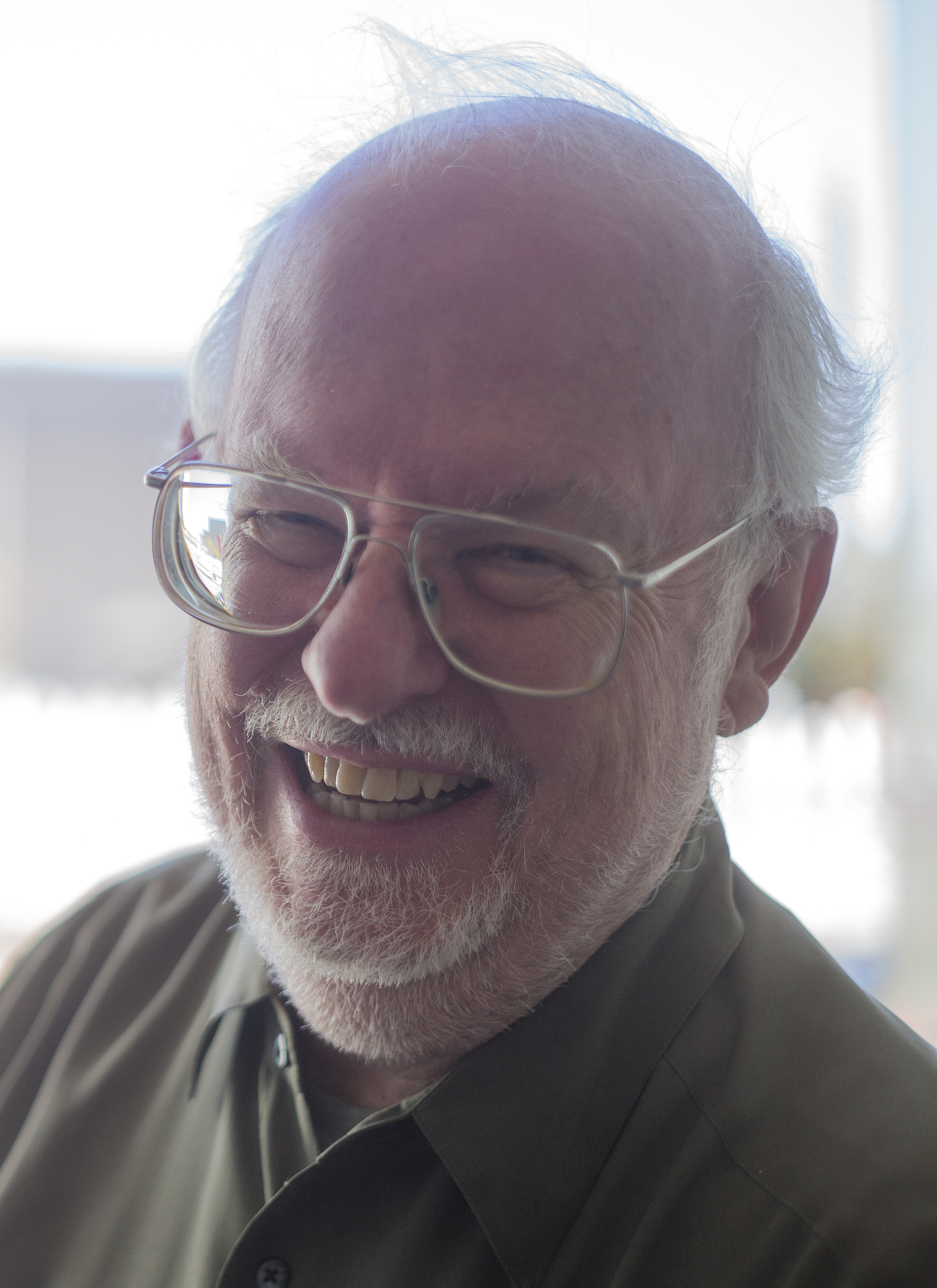
2016년 모습

그렉 베어(Greg Bear, 본명: 그레고리 데일 베어, Gregory Dale Bear, 1951년 8월 20일 ~ 2022년 11월 19일)는 SF 소설로 가장 잘 알려진 미국의 작가이자 일러스트레이터였다. 그렉 베어는 총 50권이 넘는 책을 썼다.

## 경력
베어는 작품의 과학적 세부 수준 때문에 종종 하드 SF 작가로 분류된다. 경력 초기에 참고서인 스타트렉 콘코던스(Star Trek Concordance)의 초기 버전 삽화와 정기 간행물 갤럭시 및 F&SF 표지를 포함하여 예술가로서의 작품도 출판했다. 1967년에 자신의 첫 번째 소설인 "Destroyers"를 페이머스 사이언스 픽션(Famous Science Fiction)에 판매했다.